# Klibbnattskatta
Klibbnattskatta (Solanum sarrachoides) är en växtart i familjen potatisväxter.